# Cross County
Cross County is een county in de Amerikaanse staat Arkansas.
De county heeft een landoppervlakte van 1.595 km² en telt 19.526 inwoners (volkstelling 2000). De hoofdplaats is Wynne.